# Familles patriciennes de Gênes

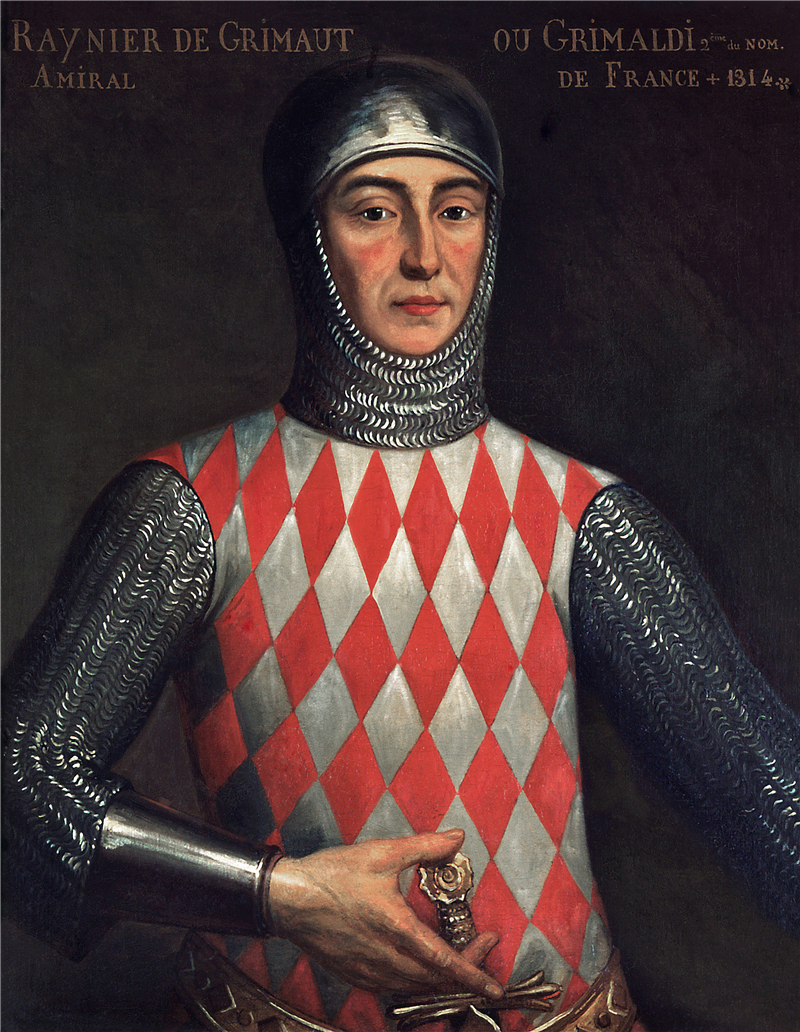
Rainier Ier Grimaldi, patrice de Gênes et seigneur de Monaco

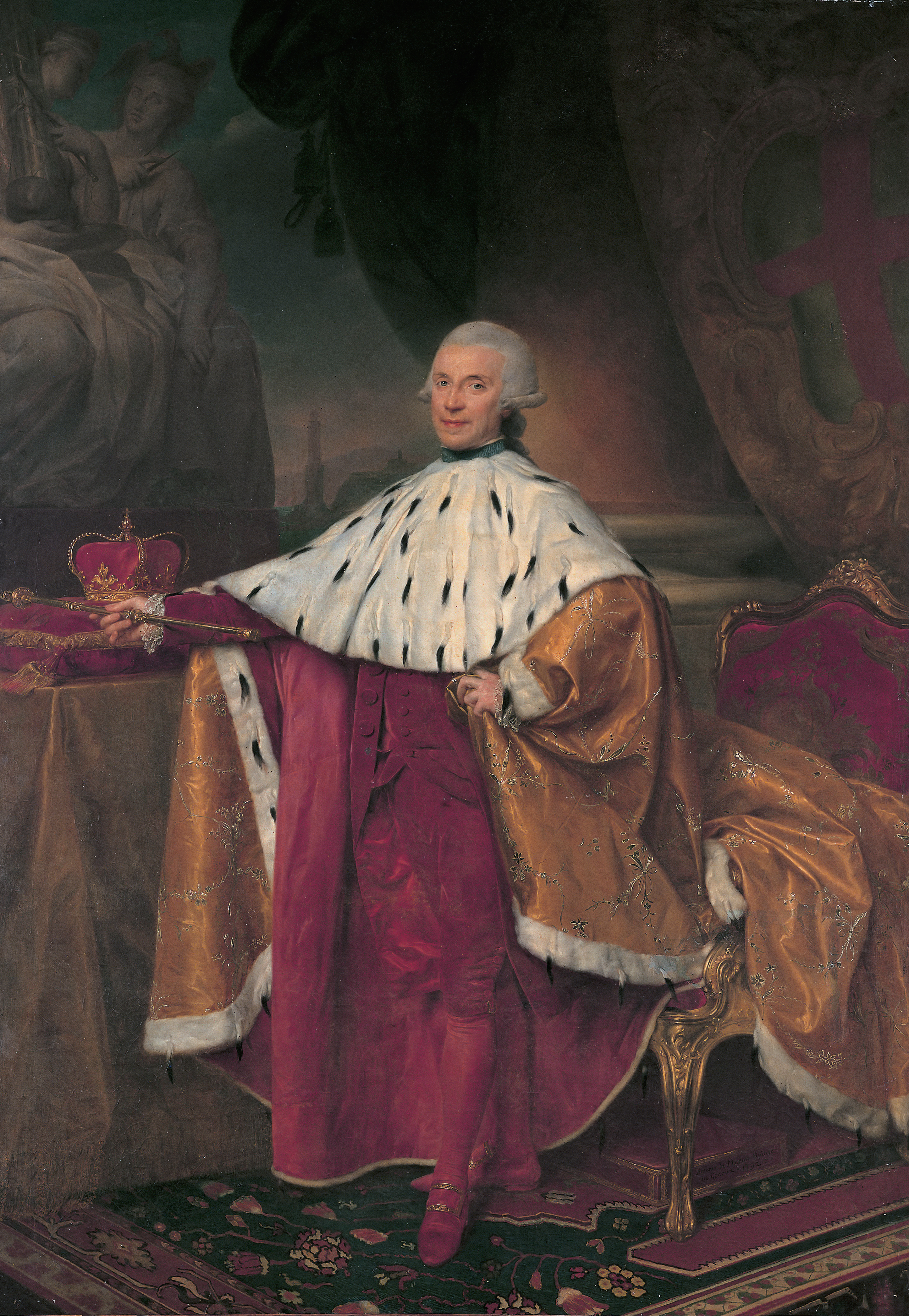
Le doge de Gênes et roi de Corse Michelangelo Cambiaso

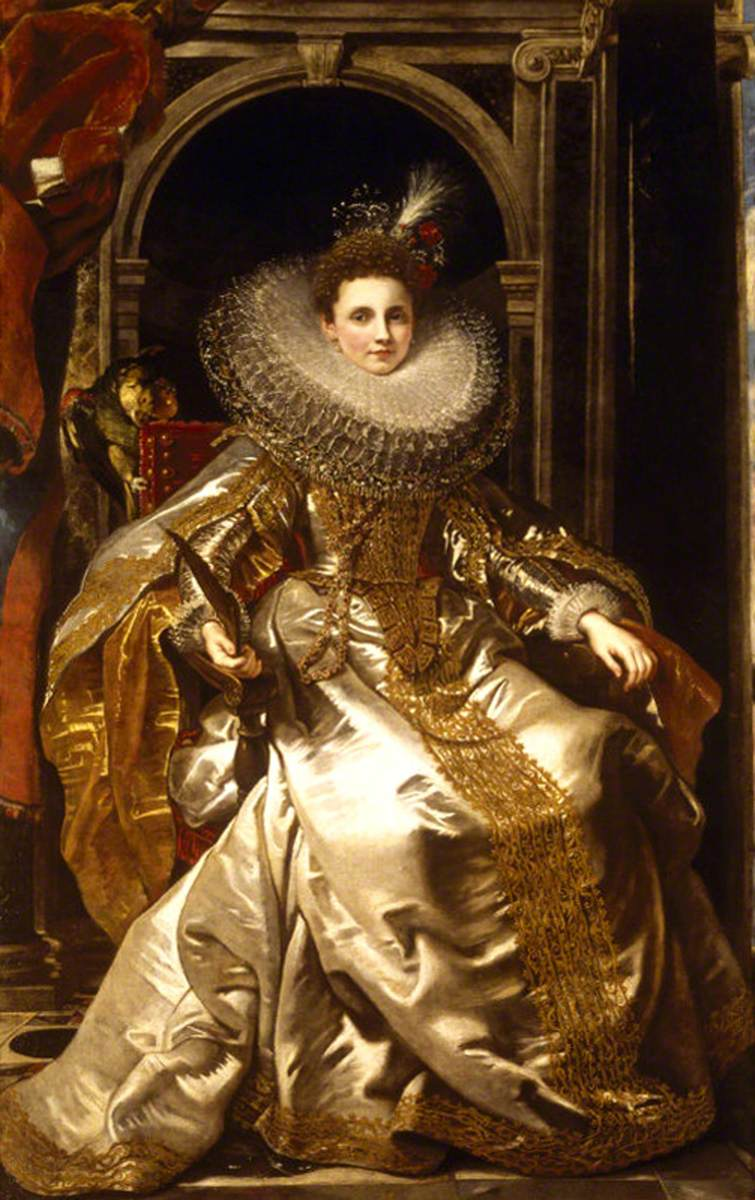
Maria Serra Pallavicino par Peter Paul Rubens

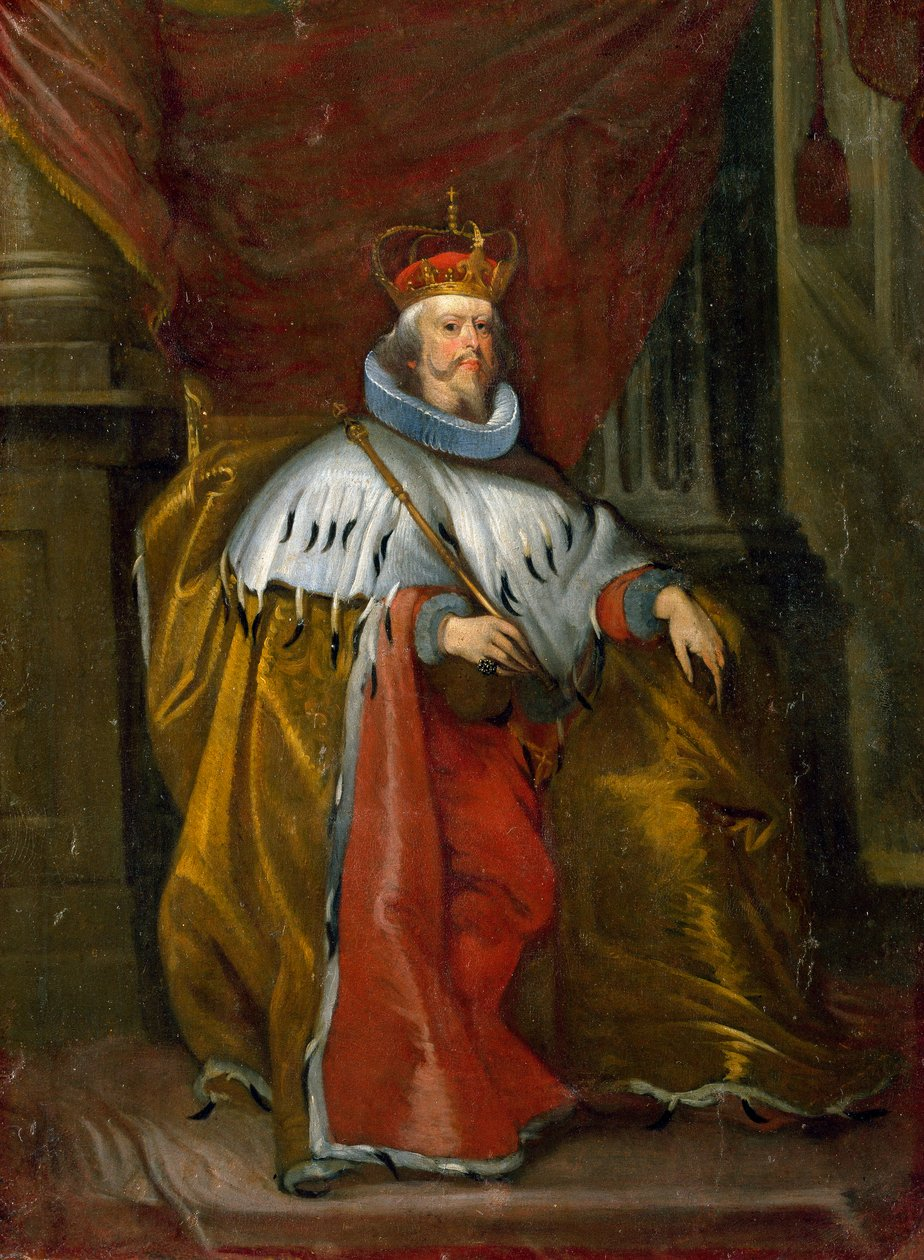
Luca Giustiniani, doge de Gênes et roi de Corse

Le patriciat de Gênes est l'ensemble des familles de l'aristocratie souverain de la république de Gênes.
Le patriciat génois succède à la noblesse civique — politique ou décurionale — féodale
au sein du Saint-Empire,
jusqu'à devenir l'une des seules aristocraties souveraines en Europe
(avec la république de Venise et les États pontificaux)
.
Pour autant,
ce patriciat n'est pas une noblesse au service d'une monarchie mais — comme celui du Venise — fonde son pouvoir sur sa capacité à produire les navires indispensables à la guerre ou au commerce au long cours, appuyé qu'il est sur des moyens financiers et manufacturiers considérables
,.
C'est ainsi une aristocratie plutôt "entreprenante" ; 
mais, contrairement aux bourgeoisies « patriciennes » de l'Europe du Nord,
les Génois réussissent à construire leur propre État souverain et à y  monopoliser le pouvoir
,.
Entre le XIVe et le XVIe siècle, la république de Gênes est la plus grande puissance maritime et financière d'Europe.
Sa très riche aristocratie souveraine — au sein de laquelle sont choisis les doges et les rois de Corse —
occupe alors dans les cours européennes un rang comparable à celui des margraves et marquis souverains du Saint-Empire
.

## Aristocratie et noblesse
Si quelques grandes familles génoises descendent très exceptionnellement de marquis et de comtes (Fieschi), soit de vicomtes de l'époque impériale, la république de Gênes a interdit, plusieurs fois et jusqu'au milieu du XVIIIe siècle, autres titres et qualifications nobiliaires que celui de « magnifique » patricien. En revanche, après les efforts de conciliation du XVIe siècle, le Liber Nobilitatis y a tracé le cadre de la vie politique, et indirectement de la vie sociale, jusqu'en 1797, dans la mesure où sont nobles les familles qui y sont inscrites.
À Gênes contrairement à Venise, les patriciens portent les titres de illustrissimes noté D.D. ou très excellents (excellentissimes) noté D. et surtout le titre de magnifique, devant le nom. On désignait l'ensemble des patriciens par le substantif de Les magnifiques.
Enfin, afin d'obtenir une équivalence de ce titre dans les grandes cours européennes, les nobles à Gênes portaient le titre de marquis, le seul reconnu par la république (une exception pour les titres des Doria : prince de Melfi et duc de Tursi). Les patriciens de Gênes se considéraient comme les égaux des princes du sang car chacun d'eux était susceptible de devenir le futur doge (également intitulé roi de Corse).

## Formation de l'aristocratie génoise
Dans un premier temps, Gênes ne comptait que des marquis dont les fiefs se situaient hors les murs (notamment celles des deux grandes dynasties des Obertenghi et Aleramici). Ils demeurèrent presque hors du cadre de la République et ne furent entièrement absorbés, même si certains eurent d'importantes descendances à la ville.
La ville est divisée entre de véritables quartiers fortifiés, chacun d'entre eux dominé par des familles patriciennes avec leurs églises et sanctuaires, leur palais et leurs tours.
Les descendants de vicomtes ont joué un rôle beaucoup plus important, dont descendent notamment les Della Volta, Spinola, De Mari, Advocato, Castro (ou Castello), Embriaco, Caffaro et d'autres - sachant que les généalogies de beaucoup d'autres familles génoises se prévalant de cette origine sont douteuses.
Au fil du XIIe siècle, la guerre civile apparaît comme presque permanente entre les diverses factions. De 1052 à 1190, Gênes est dirigée par des consuls, remplaçant les comtes de les Obertenghi. La vie des institutions de la commune est dans un premier temps dominée par les rivalités entre les deux grandes familles : Della Volta e De Curia. À cela s'ajoutent les conflits internes à la cité entre les factions guelfe et gibeline, cette dernière ayant comme  principal acteurs les familles des da Mare et Usodimare. Cette situation aboutit à la mise en place à la tête de l'État d'un podestat étranger, en 1190, comme arbitre entre les partis.
Avec la succession des consuls à partir du XIe siècle émerge progressivement, entre 1150 et 1250, une aristocratie tirant son titre de la participation aux affaires de l'État : Grimaldi, Doria, Longo, Embriaco, Spinola, Fornari, Malocello, Castro, De Mari...
A partir du XIIIe siècle le pouvoir le pouvoir est monopolisé « quator gentes » (les quatre familles les plus puissantes) : les Fieschi, les Grimaldi pour la faction guelfe ; et les Doria et les Spinola pour la faction gibeline. De 1270 à 1300 environ, les Spinola et les Doria s'unirent pour conquérir le pouvoir et le garder en se faisant régulièrement nommer « capitaine de la liberté et Défenseur du peuple ».

### Au temps du dogat populaire (1339-1528)
Les doges perpétuels mis en place pour Simone Boccanegra en 1339 ne pouvaient pas être des membres des familles nobles (mesure étendue 20 ans plus tard à un grand nombre de fonctions publiques). Quelques familles du parti populaire se disputèrent le pouvoir jusqu'à la réforme de 1528 :
- les Boccanegra
- les Adorno
- les Fregoso Campofregoso
- les Guarco
- les Montaldo

La lutte fut particulièrement vive entre les Adorno, généralement appuyés par les Spinola et les Doria (parti gibelin), et les Fregoso, soutenus par les Fieschi et les Grimaldi (parti guelfe).

### L'aristocratie souverain au temps des doges biennaux (1528-1797)
Les anciennes institutions cèdent la place à une république oligarchique ou aristocratique puisque le gouvernement est placé entre les mains des nobles (près de 800 patriciens), répartis en 28 alberghi, les factions qui rassemblent les grandes familles de la noblesse génoise telles que les Doria, Grimaldi, Fieschi, Spinola, Sauli, de Ferrari, Brignole Sale, Lomellino (it), Balbi, Durazzo, Giustiniani, Pareto, etc. Les familles dont les membres ont exercé des hautes charges politiques avant la révolte populaire de 1506. Cinq de ces alberghi, anciennes conestagi, tinrent à ne pas être qualifiées de « nobles » mais de « populaires » : Giustiniani, Fornari, De Franchi, Sauli et Promontorio.
| Albergo                       | Familles regroupées | Armoiries |
| ----------------------------- | --- | --------- |
| I. Spinola                    | Baliani, Anselmi, Ardizzone, Baione, De Benedetti, Biscia, Campi, Caneto, Castagnola, Carretto, Celesia, Costa, Dentuto, Dughi, Fava, Ferro, Franzone, Garello, Guirardengo, Noceto, Paravania, Parisola, Piaggio, Pippo, Piccaluga, Porrata, Rustici, Sanbiagio, Scaccheri, Signorio, Suarez, Tollot, Della Torre, Tubino, Valletto, Vernazza, Zignani. |           |
| II. De Fornari                | Draghi, Albenga, De Bene, Cabella, Camogli, Casella, Cigara, De Dotti, Fregoso, Gandolfo, Illioni, Magnasco, Malpagato, Multedo, Oldoino, Podestà, Ricci, Ruffini, Serpegli, Da Spezia, Tassistro, Testana |           |
| III. Doria                    | Albenga, Invrea, (de) Bergamo, (de) Foresta o Foresti, Sammatteo. |           |
| IV. Di Negro                  | Aimari, Carmagnola, Cuneo, Gropallo, Panigarola, Pasqua, da Passano, Palmari, Prato, Richelmi, Retigliani, Sampietro, Testino, Tommasini, Vernazzani |           |
| V. Uso di Mare (ou Usodimare) | Bel Mosto, Borlasca, Castiglione, Chiechieri, Delfini, Fabra, Finamore, Giudice, Granello, Isola, Maggiolo, Maragliano, De Mari, Monsia, Oliva, Pichenotti, Rovereto, San Salvatore, Zurli |           |
| VI. Vivaldi                   | Cancellieri, Castiglione, Costa, Corniglia, Filippi, Giogo, Giudice, Gualtieri, Zurli |           |
| VII. Cicala                   | Zoagli, Mosca, Tubino. |           |
| VIII. Marini                  | Bozzomi, Carrega, Davagna, Di Egra, Ferrecchi, Gallo, Giamboni, De Marchi, De Marini, Malocelli, Montano, Paggi, Pansano, Pellerano, Raffo, Cassana, Rivarola, Torre. |           |
| IX. Grillo                    | Bassignani, Battigatti, Bavastrelli, Biscotti, Boccanegra, Boggio, Camilla, Cantelli, Cattaneo, Di Canarie, Dusio, Goggi, Granara, Griffi, Gualtieri, Garetti, Leonardi, Levanto, Malabita, Mandillo, Morando, Ottaggio, Da Pelo, Pignali, Di Prà, Scaniglia, De Scribanis, Vignola, Voltaggio.                                                          |           |
| X. Grimaldi                   | Bracelli, Cebà, De Carlo, De Castro, Durazzo, Rosso. |           |
| XI. Negrone                   | Ayrolo, Bancheri, Celesia, Del Moro, Garaldi, Merello, Navone, Oliva. |           |
| XII. Lercari                  | Albora, Ardizzone, Burone, Camilla, Caseri, Chiavari, Domoculta, Gallo, Gorleri, Graffigno o Baciadonne, Loreto, Moneglia, Pernice, Polpo, Roggeri, Rovereto, Salvo o Salvi, Serra, Viacava, Vigovano, Villa, Parodi. |           |
| XIII. Lomellini               | Allegra, Bianchi, Campi, Chiavari, Costaguta, Da Passano, Fatio, Garibaldo, Narice, Veneroso, Solari (1530), Sorba, Assereto (1562), Castagna |           |
| XIV. Calvi                    | Giudice, Angioino, Forni, Rustici, Vernazza. |           |
| XV. Fieschi                   | Cardinale, Penelli, Raggi, Ravaschieri, Della Torre, Barbagelata. |           |
| XVI. Pallavicino              | Brignole, Clavarino, Guarco, Parodi, Pisano, Platone, Raffo, Rotolo, Scotto, Via, Vivaia. |           |
| XVII. Cybo                    | Chiavica, De Nobili di Vezzano, De Sopranis, Ratto, Massa, Scotto. |           |
| XVIII. Promontorio            | Campo, Camogli, De Ferrari. |           |
| XIX. De Franchi               | Sacco, Toso, Boccanegra, Luxardo, Pico, della Torre, Viale Bombello, Bona, Cavana, Conestagio, de Franceschi, de Giorgi, Giovo, Giussano, Illuminati, Luciani, Magnerri, Millomini, Monterosso, Molfino, Da Novi, Oneto, Palmaro, Partenopeo, Pelissone, Delle-Piane, Rebrocchi, Reggio, Roisecco, Sestri, Tassistro, Verrina.                           |           |
| XX. Pinelli                   | Adorno, Oddini, Celesia, Cebà, Dentuti, Luciani, Embrone, Ponzone. |           |
| XXI. Salvago                  | Arquata, Borcani, Calissano, Carbonara, Cavo, Cibo, Conforto, Dalla Chiesa, Federici, Fò, Frigona (Frugoni), Magnasco, Miconi (Migone), Nepitelli, Pichenotti, Porci, Porrata, Saliceti, Scotto, Sexina (Sesino), Sisto, Stragiaporci, Strigini, Stroppa, Vernazza, Via.                                                                                 |           |
| XXII. Cattaneo                | Della Volta, Dondi, Scotto, Foglietta, Lagomarsino, Lasagna, Lazzari, Stella, Zerbino, Bava, Borrelli, Bozzone, Canessa, Carizia, Chiavari, Leccavela, Oliva, Pietra, Riccoboni, Tagliacarne, Vento |           |
| XXIII. Imperiale              | Ardizzone, Baliani, Bollo, Cabella, Dallevigne, Fasce o Fassa, Garbarino, Giovardi, Ilardi, Lengueglia, Mangiavacca, Marinetti, Mercante, Nicòla, Passio, Pignatari, della Porta, Rouereta, Rovereto-Malassena, Sanguineti, Tartaro, Terrile, Varsi, de Vineis, Vinelli.                                                                                 |           |
| XXIV. Gentile                 | Avvocati, Borgari, De Turca, Falamonica, Oderico, Pallavicino, Pevere, Pignolo, Senarega. |           |
| XXV. Interiano                | Anfusso, Franzone, Mignardi, Lavaggi, Bonici, Carbonara, Parisola. |           |
| XXVI. Sauli                   | Pallavicini, Scassi. |           |
| XXVII. Giustiniani            | Arangi, Arena, De Banca, Benvenuto, Bona, Garibaldi, Di Negro, Longo, Moneglia, da Passano, Vegetti. |           |
| XXVIII. Centurione            | Becchignone, Bestagno, Cantelli,De Canalis, Casaredo Curlo, Fattinanti, Flaco, Garugio, Lerici, Mortara, Novari, Da Novi, Oltremarino, Scotto, Illice, Pietrasanta, Piccaluga, Ramponi, Scarpa, Traverso, Viviani, Zerbis. |           |

En effet, une profonde césure oppose alors les nobles dits anciens aux nobles dits nouveaux (anciennes familles populaires telles les Brignole, les Sauli...). Cette division des familles patriciennes est à l'origine de la guerre civile génoise de 1575-1576 et se manifeste par des pratiques de classe. À Gênes comme à Venise, 5 % des citoyens étaient nobles (contre 0,09 % en France par exemple). Le pouvoir restait cependant entre les mains des familles les plus riches (une vingtaine de personnes seulement, parmi les plus riches du monde !), moins d'une dizaine au XVIIIe siècle dont les Brignole Sale, Doria, Spinola et Grimaldi, alors que d'autres familles nobles jouissaient d'une richesse bien moindre.
Le 10 mars 1576, les nouvelles lois de la République génoise sont publiées dans l'église Santa Croce de Gênes. Celles-ci abolissent les alberghi : les familles nobles reprennent leur nom original. Sont reconnues « nobles » les familles inscrites au Liber aureus nobilitatis Janue vite qualifié de Libro d'oro (livre d'or), demandé par Andrea Doria en 1528. Des descendants de grandes marchands ou des grandes industriels-artisans qui avaient joué un rôle au sein de l'État y côtoient ceux d'hommes qui ont joué un rôle historique considérable. La noblesse ne dépend en effet d'aucun titre, mais du droit de participer aux affaires publiques. Cette situation durera deux cents ans, jusqu'à l'abolition du Livre d'or par la France, soutenue par la population..
Sur les 79 doges biennaux qui se succédèrent entre 1528 et 1797 (n pour case nuove (nobles nouveaux), v pour case vecchie (nobles anciens)) :
- 11 doges issus des Grimaldi (v) et Spinola (v)
- 8 doges des Durazzo (n).
- 7 doges des De Franchi (n), des Giustiniani (v) et des Lomellini (it) (n)
- 6 doges des Centurione (it) (v) et des Doria (v)
- 5 doges des Cattaneo et des Gentile (n)
- 4 doges, cumulant 5 mandats biennaux, des Brignole (n) (Giacomo Maria Brignole fut l'unique doge élu deux fois et fut le dernier doge de la république).
- 4 doges des De Mari, des Imperiale (v), des Invrea et des Negrone (v).
- 3 doges des Pallavicini (v) et des Sauli (n)
- 2 doges des Balbi (n), des Cambiaso, des Chiavari, des della Torre, des Lercari (n), des Pinello (n), des Veneroso et des Viale.
- 1 doge venant de chacune des familles suivantes : Assereto (v), Ayroli, Canevaro, Chiavica Cibo (v), Cicala Zoaglio, Clavarezza, Da Passano, De Ferrari (n), De Fornari, De Marini (n), Della Rovere, Di Negro, Ferreti, Franzoni, Frugoni, Garbarino, Giudice Calvi, Odone, Promontorio, Saluzzo, Senarega, Vacca (ou Vaccari) et Vivaldi.

Autres familles :
- Fieschi (exilée de 1547 à 1684) - v
- Bestagno - n
- Lomellini - n
- Persico depuis 1685.